# Christoph Meinel (Historiker)
Christoph Meinel (* 28. November 1949 in Dresden) ist ein deutscher Wissenschaftshistoriker.

## Leben
Christoph Meinel studierte von 1968 bis 1974 Chemie an der Philipps-Universität Marburg, seine Diplomarbeit fertigte er bei Christian Reichardt an. Meinel promovierte 1977 ebenfalls in Marburg bei Rudolf Schmitz mit einer Arbeit über Die Chemie an der Universität Marburg seit Beginn des 19. Jahrhunderts. Er war danach an der University of Kent, den Universitäten Hamburg (ab 1981 als Assistent am Institut für Geschichte der Naturwissenschaft, Mathematik und Technik) und Marburg und habilitierte sich 1987 in Hamburg. Im Sommersemester 1990 war er C3-Professor für Geschichte der Mathematik und Naturwissenschaften an der Universität Mainz. Vom Wintersemester 1990 bis zum Wintersemester 2014/2015 war er Inhaber des Lehrstuhls für Wissenschaftsgeschichte an der Universität Regensburg.
Seine Arbeitsgebiete sind die Geschichte der Chemie und die Wissenschaftsgeschichte der Frühen Neuzeit, darunter auch die Geschichte der Alchemie.
Er war Fellow des Wissenschaftskollegs in Berlin und Gastwissenschaftler am Smith College in Northampton (Massachusetts) sowie an der Universität Paris-Süd.
1994 wurde er zum Mitglied der Leopoldina gewählt. 1995 erhielt er die Gmelin-Beilstein-Denkmünze. 1986 erhielt er den Preis für junge Historiker der Académie internationale d’histoire des sciences, deren Mitglied er seit 1993 ist. Er war Mitglied der 2006 aufgelösten Joachim-Jungius-Gesellschaft. 2019 wurde Christoph Meinel mit der Carl-Duisberg-Plakette für Verdienste um die Förderung der Chemie der GDCh ausgezeichnet.
1998 bis 2011 war er Gründungspräsident der International Commission on the History of Modern Chemistry. Er war/ist im Herausgebergremium der Zeitschriften Ambix (London), Annals of Science (London), Centaurus (Kopenhagen), Chemical Heritage (Philadelphia), Hyle: Studies in History and Philosophy of Chemistry (Karlsruhe), Dejiny ved a techniky (Prag), Science Networks (Basel) und NTM (Basel).